# Stephan Roiss

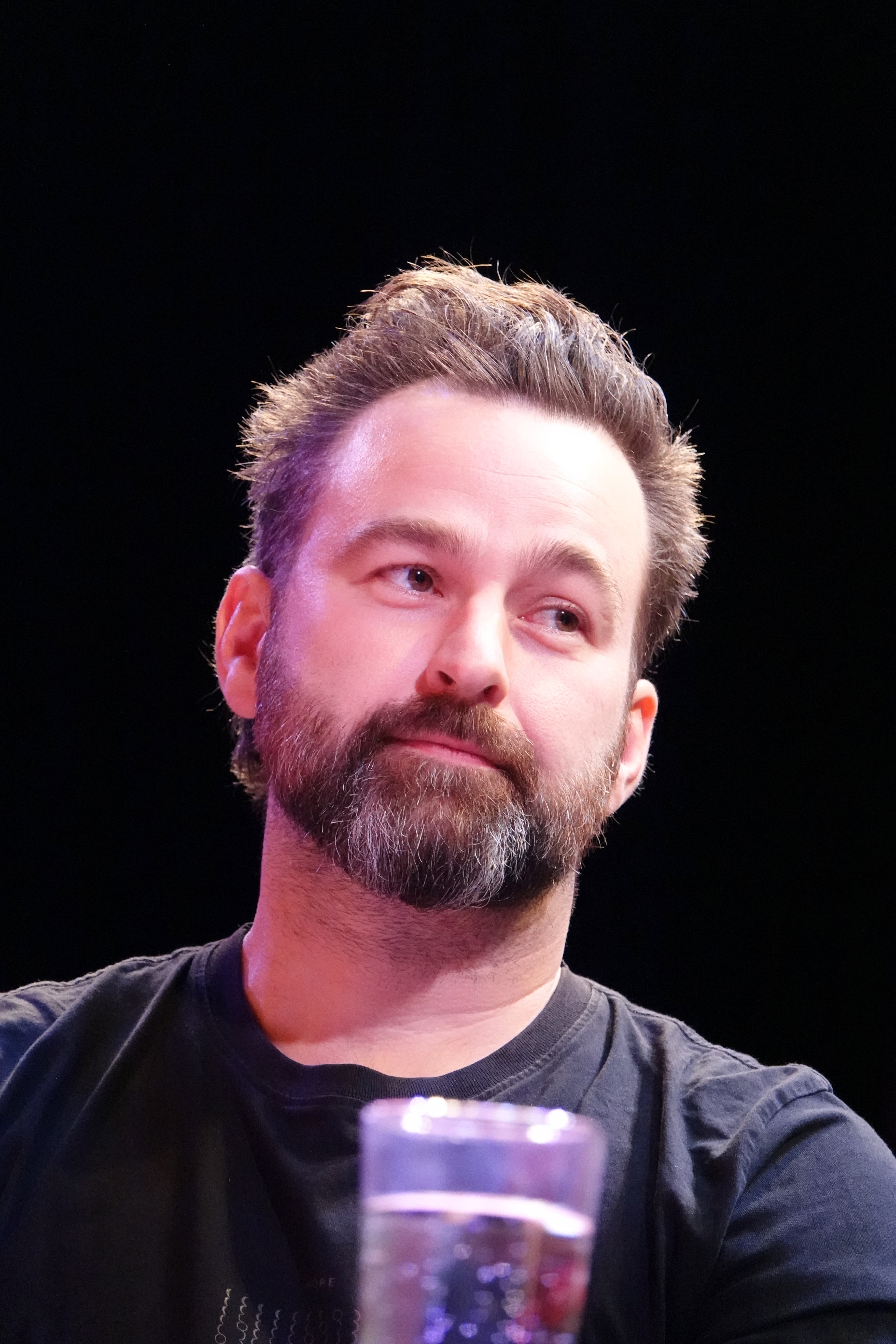
Stephan Roiss 2024

Stephan Roiss (* 1983 in Linz, Oberösterreich) ist ein österreichischer Autor.

## Leben
Stephan Roiss studierte Kunstwissenschaft und Philosophie an der Katholischen Privatuniversität Linz, das Studium schloss er 2013 mit Diplom ab. Am Deutschen Literaturinstitut Leipzig absolvierte er einen Masterstudiengang.
2012 veröffentlichte er im Verlag Bibliothek der Provinz mit der Erzählung Gramding die Geschichte eines Zivildienstes im Bezirksseniorenheim Gramding. Für seine Graphic Novel Hafen mit Illustrationen von Silke Müller erhielt er 2013 den ersten Preis der Akademie Graz. 2016 wurde er im Rahmen des Else-Lasker-Schüler-Dramatikerpreis mit dem Stückepreis für Hektora 4 3 4 ausgezeichnet.
Für seinen im Verlag Kremayr & Scheriau erschienenen Roman Triceratops erhielt er unter anderem ein Start-Stipendium des österreichischen Bundeskanzleramtes und das Jubiläumsfondsstipendium der Literar-Mechana. Auszüge daraus wurden mit dem Förderpreis Floriana 2016 und dem Förderpreis der Wuppertaler Literaturbiennale 2018 ausgezeichnet. Im August 2020 gelangte der Roman auf die Longlist des Deutschen Buchpreises. Sein Roman Lauter gelangte im Mai 2024 auf Platz fünf der ORF-Bestenliste.
Roiss lebt als freier Autor und Musiker (Äffchen & Craigs, Fang den Berg) in Ottensheim und Graz. Er verfasste neben Prosa und Lyrik szenisch-performative Texte und Texte für Graphic Novels. Einige Hörspiele wurden unter anderem von Deutschlandradio Kultur, SWR und MDR ausgestrahlt.

## Publikationen (Auswahl)
- 2012: Gramding, Bibliothek der Provinz, Weitra 2012, ISBN 978-3-99028-155-0
- 2016: 20,5 vom Finnen, Kunstheft von Stephan Blumenschein mit Texten von Stephan Roiss
- 2017: Hafen, Graphic Novel mit Illustrationen von Silke Müller, Mückenschweinverlag, Stralsund
- 2020: Triceratops, Roman, Kremayr & Scheriau, Wien 2020, ISBN 978-3-218-01229-4
- 2024: Lauter, Roman, Jung und Jung Verlag, Salzburg 2024, ISBN 978-3-99027-293-0

## Hörspiele (Auswahl)
- 2009: Februar.Null
- 2014: MAD-MEX
- 2015: s/t
- 2016: Vorerst niemals Chicago
- 2016: war einmal im Gängeviertel
- 2016: Verstecken mit Ausschlag
- 2016: Flammenko

## Theater (Auswahl)
- 2009: Kehrwasser
- 2010: Jeder ist sich selbst
- 2016: Hektora 4 3 4

## Auszeichnungen (Auswahl)
- 2013: 1. Preis der Akademie Graz für Hafen gemeinsam mit Silke Müller[4]
- 2016: Else-Lasker-Schüler-Dramatikerpreis – Stückepreis für Hektora 4 3 4[5]
- 2017: Hamburger Gast – Hamburger Stadtschreiber für seine Erzählung Der große Hodini[9][10]
- 2018: Preis der Wuppertaler Literatur Biennale – Förderpreis[11]
- 2020: Deutscher Buchpreis – Longlist (Triceratops)[7]
- 2024: Nominierung für die Hotlist mit Lauter[12]
- 2024: Nominierung für den Österreichischen Buchpreis (Longlist, Lauter)[13]